# Adolf Laudon
Adolf Laudon, född 13 december 1912, död 22 november 1984, var en österrikisk fotbollsspelare.
Laudon blev olympisk silvermedaljör i fotboll vid sommarspelen 1936 i Berlin.